# Бабинская республика (картина)
«Бабинская республика» (пол. Rzeczpospolita Babińska) — картина польского художника Яна Матейко на исторический сюжет, созданная в 1881 году. Хранится в Национальном музее в Варшаве.
Матейко посвятил картину Бабинской республике — польскому литературно-критическому обществу, основанному в 1568 году в селе Бабино. Он изобразил одно из заседаний этого общества.